# Pavao Dulčić
Pavao (Pavo / Pave) Dulčić (1947 Stari Grad, ostrov Hvar - 1974 Split) byl chorvatský umělec.

## Život
Studoval Školu likovnih umjetnosti Split a Pedagogiška akademija liknovnog smjera ve Splitu.
V roce 1966 byl spoluzakladatelem skupiny mladých výtvarníků, která se proslavila akcí Červený peristyl (Crveni peristil). Dalšími členy skupiny byli: Slaven Sumić, Denis Dokić, Vjeko Benzon, Ante Aljinović, Srđan Blažević, Radovan Kogej, Nedan Đapić a Zvonimir Buljević. Jiné zdroje uvádějí tyto umělce: Pavao Dulčić, Toma Čaleta, Slaven Sumić, Nenad Djapić, Radovan Kogej, Srdjan Blažević a Vladimir Dodig Trokut. Dne 11. ledna 1968 tato skupina natřela červenou barvou prostor (peristyl) před Diokleciánovým palácem ve Splitu. Tato akce (urban intervention) je dnes považována za jednu z prvních akcí koceptuálního umění vůbec. Ve své době byla hodnocena jako vandalismus, pro zvolenou barvu byla interpretována také jako protest proti komunistické vládě v Jugoslávii. Účastníci byli následně vyšetřováni policií a vězněni. Pouze jeden historik umění, Cvito Fisković, se postavil na obranu umělců. Dva z účastníků, Pavao Dulčić a Tomo Ćaleta, později spáchali sebevraždu.

## Dílo
- 1968 Crveni peristil[3]

### Výstavy
- 2019 Pavo među nama / Pavo among us, Bikarija Gallery, Stari Grad

Expozice o Pave Dulčićovi je součástí stálé expozice Četiri starogradska umjetnika XX. stoljeća (Čtyři starogradští umělci 20. století) v Muzeu města Stari Grad.